# 119. peruť (Izrael)
119. peruť (hebrejsky טייסת 119‎) Izraelského vojenského letectva, také známá jako Peruť Netopýrů, je stíhací peruť vybavená letouny F-16I Sufa operující ze základny Ramon. Peruť dříve působila se stroji Vautour II a McDonnell F-4 Phantom II ze základny Tel Nof a Gloster Meteor ze základny Ramat David.
Dne 21. března 2018 Izraelské vojenské letectvo oficiálně potvrdilo, že se 119. peruť spolu s 69. a 253. perutí zúčastnila operace Ovocný sad. Během briefingu před misí si velitel 119. perutě do svých poznámek zapsal, že operace „změní tvář Blízkého východu“.